# Chanell Heart
Chanell Heart (Pittsburgh, Pensilvania; 3 de julio de 1993) es una actriz pornográfica y modelo erótica estadounidense.

## Biografía
Chanell Heart, nombre artístico de Mary Joe Wilson, nació en la ciudad de Pittsburgh, en la mancomunidad de Pensilvania en julio de 1993. Durante el instituto tomó clases de computación para perfeccionar sus habilidades de mecanografía y trabajar con los ordenadores. Comenzó trabajando como gerente minorista durante aproximadamente un año y medio e hizo una pasantía en una escuela infantil.
Abandonó su Pensilvania natal y en 2013 se trasladó a Los Ángeles (California) para entrar en la industria pornográfica. Antes de iniciar el viaje, Heart contactó con la actriz afroamericana Misty Stone para aprender más de la industria, convirtiéndose posteriormente en su mentora y en su primer contacto de la industria, quien le orientaría a la hora de buscar agente y sus primeros papeles. Rodó su primera escena el 6 de junio de 2013, con 20 años, para el portal Reality Kings.
Ha rodado para productoras como Naughty America, Jules Jordan Video, Wicked Pictures, Hustler Video, Elegant Angel, Girlfriends Films, New Sensations, Evil Angel, Kink.com, Zero Tolerance, Girlsway, Sweetheart Video, Tushy o Digital Playground.
En 2015 consiguió sus dos primeras nominaciones en los Premios AVN a la Mejor actriz revelación y a la Mejor escena de sexo lésbico en grupo por Sisterhood: All Girl Orgies. En 2016 repitió nominación en dichos premios; en esta ocasión a la Mejor escena de sexo lésbico por Lesbian First Dates.
En 2017 logró ser nominada en los AVN a la Artista femenina del año, mientras que en los Premios XBIZ se llevó su primera nominación a la Mejor escena en película vignette, junto a Mick Blue, por The Art of Anal Sex 3, película en la que Chanell Heart rodó su primera escena de sexo anal.
En 2018 destacó por su trabajo en Ethnicity, película que le valió la nominación en los Premios AVN a la Anexo:Premio AVN a la Mejor escena de trío Mujer-Hombre-Mujer y en los XBIZ a la Mejor escena en película protagonista.
Hasta el momento ha rodado más de 340 películas como actriz.
Algunas películas suyas son Big Black Wet Asses 14, Black To Basics, Contrast 2, I Like Black Girls, Lesbian First Dates, My Black Stepsister, Party In America, Pussy Crazy 3, Seduction Of Chanell Heart, Teen Interracial Facials o We Fuck Black Girls 8.

## Premios y nominaciones
| Año  | Ceremonia                   | Resultado | Premio                                     | Trabajo                     |
| ---- | --------------------------- | --------- | ------------------------------------------ | --------------------------- |
| 2015 | Premios AVN                 | Nominada  | Mejor actriz revelación                    | —                           |
| 2015 | Premios AVN                 | Nominada  | Mejor escena de sexo lésbico en grupo      | Sisterhood: All Girl Orgies |
| 2015 | Premios AVN                 | Nominada  | Premio fan: Debutante más rompedora        | —                           |
| 2016 | Premios AVN                 | Nominada  | Mejor escena de sexo lésbico               | Lesbian First Dates         |
| 2016 | Premios AVN                 | Nominada  | Premio fan: Estrella pornográfica favorita | —                           |
| 2016 | Premios AVN                 | Nominada  | Premio fan: Culo más épico                 | —                           |
| 2016 | Premios AVN                 | Nominada  | Premio fan: Estrella mediática             | —                           |
| 2016 | Spank Bank Awards           | Nominada  | Best Vocals                                | —                           |
| 2016 | Spank Bank Awards           | Nominada  | The Contessa of Cum                        | —                           |
| 2016 | Spank Bank Technical Awards | Ganadora  | Ebony Princess of the Year                 | —                           |
| 2017 | Premios AVN                 | Nominada  | Artista femenina del año                   | —                           |
| 2017 | Premios XBIZ                | Nominada  | Mejor escena en película vignette          | The Art of Anal Sex 3       |
| 2017 | Spank Bank Awards           | Nominada  | Baroness of Licking Lady Ass               | —                           |
| 2017 | Spank Bank Awards           | Nominada  | Best DSL                                   | —                           |
| 2017 | Spank Bank Awards           | Nominada  | Best Swallower                             | —                           |
| 2017 | Spank Bank Awards           | Nominada  | Cocksucker of the Year                     | —                           |
| 2018 | Premios AVN                 | Nominada  | Mejor escena de trío M-H-M                 | Ethnicity                   |
| 2018 | Spank Bank Awards           | Nominada  | Ebony Princess of the Year                 | —                           |
| 2018 | Spank Bank Awards           | Nominada  | Empress of Nipple Paradise                 | —                           |
| 2018 | Spank Bank Awards           | Nominada  | Group / Orgy Maestro of the Year           | —                           |
| 2018 | Premios XBIZ                | Nominada  | Mejor escena en película protagonista      | Ethnicity                   |
| 2019 | Spank Bank Awards           | Nominada  | Ebony Princess of the Year                 | —                           |
| 2020 | Premios AVN                 | Nominada  | Mejor escena de trío M-H-M                 | Secrets & Seductions        |